# Tagal Murut
Les Tagal Murut sont une population vivant dans le nord-est de l'île de Bornéo. Leur nombre total était d'environ 48 000 en 2000, dont 46 000 dans l'État malaisien de Sabah et 2 000 dans la province indonésienne de Kalimantan oriental.
Ils parlent le tagal murut, une langue du sous-groupe murutique de la branche malayo-polynésienne occidentale des langues austronésiennes.